# برغنية تيانكوانية
برغنية تيانكوانية (الاسم العلمي:Bergenia tianquanensis) هي نوع من النباتات تتبع جنس البرغنية من فصيلة كاسرات الحجر.